# Miroslav Lazanski
Miroslav Lazanski (Karlovac, 18. rujna 1950. – Beograd, 4. kolovoza 2021.) bio je srpski pisac i vojnopolitički novinar koji je radio za beogradsku Politiku.

## Životopis
Rodio se u Karlovcu, od oca Slovenca i majke Srpkinje. Pohađao je gimnaziju u Trebinju a kasnije je diplomirao na Pravnom fakultetu Sveučilišta u Zagrebu. Prvi posao novinara bio je za Polet, zatim Vjesnik, a radio je i za zagrebačke tjednike Danas i Start.
Prema izjavi za list Ona, vjerovao je u Jugoslaviju i JNA. 
Poslije višestranačkih izbora u Hrvatskoj počeo se, prema vlastitim riječima, polako spremati za odlazak iz Zagreba. Prema njegovoj izjavi za list Ona, predlagao je zapovjedniku JNA Veljku Kadijeviću neka vojska izvrši vojni puč, smatrajući da "I to bi bilo bolje od ovog krvavog raspada", čime je zapravo nagovarao generala JNA zaobići zapovjednu strukturu, jer je prema zakonima SFRJ vrhovni zapovjednik JNA predsjednik predsjedništva SFRJ.
Od veljače 1991. Lazanski radio je za  Politiku i seli u Beograd. Na tom poslu ostao je sve do jeseni 1995. godine.
Dok je radio za različite balkanske publiciste, njegovi članci su također izlazili i u grčkim novinama Kathimerini kao i u japanskim Diamond Weekly i Securitarian.
Izvještavao je i s bojišta poput: Sovjetsko-afganistanskog rata, Iransko-iračkog rata, Libanonskog-građanskog rata, Zaljevskog rata, Sirije 2012., Konga, Jemena 2009., iz Čečenije,  Slovenije, Bosne i Kosova. Autor je nekoliko knjiga.

## Politika
Izabran je za zastupnika u Narodnoj skupštini Republike Srbije kao neovisni kandidat na listi Srpske napredne stranke.

## Obitelj
Otac Miroslava Lazanskog, Vladimir Lazanski bio je časnik Vojske Kraljevine Jugoslavije (zatočen tijekom Drugoga svjetskog rata u logoru za časnike u Osnabrücku kao odan "kralju i otadžbini", iako je mogao otići kući, jer su Nijemci kući puštali Hrvate, Slovence, Makedonce i Muslimane), a poslije i Jugoslavenske narodne armije.
U koncentracijskom logoru u Staroj Gradiškoj ubijen mu je djed, Mihael Lazanski (1896. – 1942.), a stric Miroslav-Mirko Lazanski (1921. – 1942.) je ubijen u logoru Jasenovac.
Njegova tetka Biljana Plavšić bivša je predsjednica Republike Srpske.

## Vanjske poveznice
- Službena stranica Miroslava Lazanskog  Arhivirana inačica izvorne stranice od 23. srpnja 2001. (Wayback Machine)